# Sarkis Sarksjan
Sarkis Sarksjan, orm. Սարգիս Սարգսյան (ur. 3 czerwca 1973 w Erywaniu) – ormiański tenisista, reprezentant w Pucharze Davisa, olimpijczyk.

## Kariera tenisowa
Uczył się grać w tenisa w Armenii, w 1993 roku przeniósł się do Stanów Zjednoczonych, gdzie grał w lidze uczelnianej. Studiował na Arizona State University.
W 1995 roku rozpoczął karierę zawodową, którą kontynuował do 2005 roku.
W grze pojedynczej Ormianin wygrał 1 turniej rangi ATP World Tour, na kortach trawiastych w Newport w 1997 roku. W 2003 roku osiągnął finały w Moskwie i Petersburgu.
W rozgrywkach deblowych Sarksjan zwyciężył w 2 turniejach ATP World Tour, a także uczestniczył w 3 finałach.
W latach 1996–2006 reprezentował Armenię w Pucharze Davisa. Rozegrał w zawodach łącznie 46 meczów, z których w 35 triumfował.
Sarksjan 3 razy reprezentował swój kraj na igrzyskach olimpijskich. Najdalej doszedł do 2 rundy w 1996 roku w Atlancie.
W 1993 roku zdobył srebrny medal podczas uniwersjady w Buffalo w konkurencji gry mieszanej.
W rankingu gry pojedynczej Sarksjan najwyżej był na 38. miejscu (12 stycznia 2004), a w klasyfikacji gry podwójnej na 33. pozycji (9 sierpnia 2004).

### Finały w turniejach ATP World Tour
| Legenda                       |
| Wielki Szlem                  |
| Tennis Masters Cup            |
| ATP Masters Series            |
| Igrzyska olimpijskie          |
| ATP International Series Gold |
| ATP International Series      |

#### Gra pojedyncza (1–2)
| Końcowy wynik | Nr | Data                 | Turniej    | Nawierzchnia    | Przeciwnik      | Wynik finału  |
| ------------- | -- | -------------------- | ---------- | --------------- | --------------- | ------------- |
| Zwycięzca     | 1. | 13 lipca 1997        | Newport    | Trawiasta       | Brett Steven    | 7:6, 4:6, 7:5 |
| Finalista     | 1. | 5 października 2003  | Moskwa     | Dywanowa (hala) | Taylor Dent     | 6:7(5), 4:6   |
| Finalista     | 2. | 26 października 2003 | Petersburg | Twarda (hala)   | Gustavo Kuerten | 4:6, 3:6      |

#### Gra podwójna (2–3)
| Końcowy wynik | Nr | Data             | Turniej      | Nawierzchnia | Partner               | Przeciwnicy                     | Wynik finału     |
| ------------- | -- | ---------------- | ------------ | ------------ | --------------------- | ------------------------------- | ---------------- |
| Finalista     | 1. | 11 lipca 1999    | Newport      | Trawiasta    | Chris Woodruff        | Wayne Arthurs Leander Paes      | 7:6, 6:7, 3:6    |
| Finalista     | 2. | 20 sierpnia 2000 | Waszyngton   | Twarda       | Andre Agassi          | Alex O’Brien Jared Palmer       | 5:7, 1:6         |
| Finalista     | 3. | 25 maja 2003     | Sankt Pölten | Ceglana      | Nenad Zimonjić        | Simon Aspelin Massimo Bertolini | 4:6, 7:6(8), 3:6 |
| Zwycięzca     | 1. | 3 sierpnia 2003  | Waszyngton   | Twarda       | Jewgienij Kafielnikow | Chris Haggard Paul Hanley       | 7:5, 4:6, 6:2    |
| Zwycięzca     | 2. | 14 września 2003 | Bukareszt    | Ceglana      | Karsten Braasch       | Simon Aspelin Jeff Coetzee      | 7:6(7), 6:2      |